# 3つのノヴェレッテ
『3つのノヴェレッテ』（仏: Trois novelettes）FP 47/173は、フランシス・プーランクが作曲したピアノ独奏曲集。

## 概要
タイトルにもある「ノヴェレッテ」とは短編小説を意味し、これはドイツの作曲家ロベルト・シューマンのピアノ曲集『8つのノヴェレッテ 作品26』に倣ったものである。
この作品のうち、最初の2曲（FP 47）は1928年に作曲され、30年後の1958年に第3番（FP 173）が追加されたが、このように最初の2曲と第3番はそれぞれ作曲された年代が異なるため、最初の2曲を『2つのノヴェレッテ』、第3番を通し番号を付けずに『マヌエル・デ・ファリャの主題によるノヴェレッテ』として分けて表記される場合もある。

## 構成
- 第1番（FP 47/1）
ハ長調、8分の3拍子。
プーランクが「おば（Tante）」と呼んで親しかったリエナール夫人に捧げられている。
- 第2番（FP 47/2）
変ロ短調、2分の2拍子。
プーランクの友人で、彼を支持するドビュッシー派の音楽批評家であったルイ・ラロワ（英語版）に捧げられている。
- 第3番『マヌエル・デ・ファリャの「恋は魔術師」の主題による』（FP 173）
ホ短調、8分の3拍子。
プーランクの友人のギブソンに捧げられており、スペインの作曲家マヌエル・デ・ファリャのバレエ音楽『恋は魔術師』の中の「パントマイム」の主題が形を変えて使用されている（プーランクとファリャは1918年に師リカルド・ビニェスの家で出会い、その後も友好関係が続いていた）。
なお、調はホ短調であるが調号は付けられておらず、全て臨時記号で書かれている。